# مبل شزلون

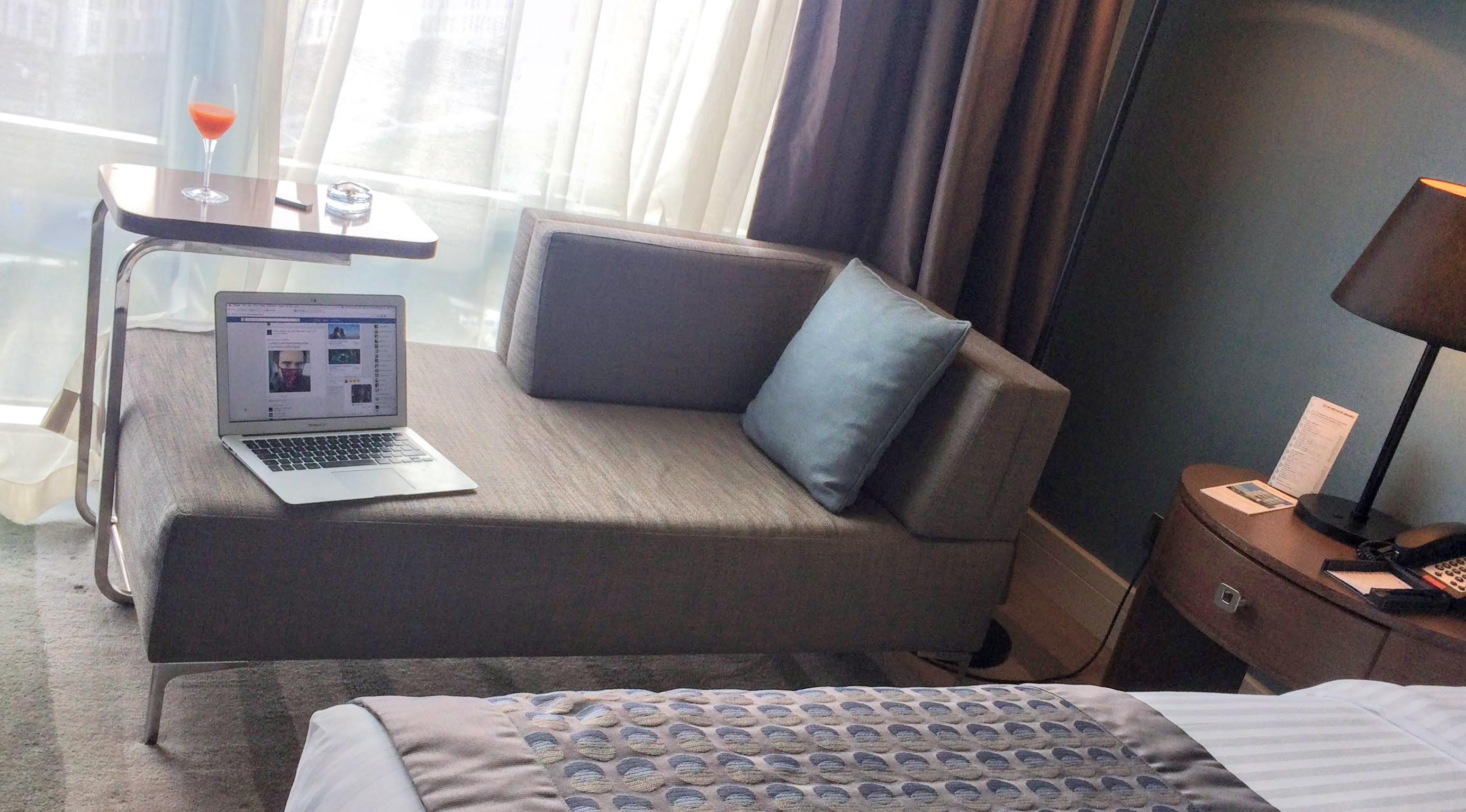
مبل شزلون

مبل شزلونگ (فرانسوی: chaise longue‎) یکی از انواع مبلمان با شکلی غیر متعارف که ریشه آن به فرانسه برمی‌گردد و دارای طولی بسیار کشیده‌است. این نوع صندلی در زبان انگلیسی به صندلی بلند یا long chair شناخته شده و در ایالت متحده اغلب به صورت salo chaise نوشته شده و تلفظ آن به صورت /ˌtʃeɪsˈlaʊndʒ/ می‌باشد.

## تاریخچه مبل شزلونگ
صندلی‌های نامتعارف شزلونگ برای اولین بار در قرن شانزدهم میلادی در فرانسه طراحی گردید. دلیل طراحی این نوع مبلمان فراهم ساختن شرایط ایده‌آل برای استراحت افراد ثروتمند بر روی صندلی‌های کشیده و بدون تکیه گاه بود. در ابتدای ظهور مبلمان شزلونگ، نماد و سمبل مجلل و لوکس بود که با گران‌ترین مواد ساخته می‌شد. در دنیای امروز این نوع صندلی به نوعی تلفیق زندگی لوکس و مدرن می‌باشد که در اتاق مطالعه، کتابخانه و اتاق نشیمن و اتاق خواب استفاده می‌شود. زیگموند فروید؛ پدر علم روانکاوی، از مبل شزلونگ برای تحلیل رفتار و روان بیماران خود استفاده می‌کرد. امروزه نیز بسیاری از روانشناسان از این نوع صندلی برای بررسی وضعیت روحی و روانی بیماران و مراجعه کنندگان خود استفاده می‌کنند.

## انواع مبلمان شزلونگ
پس از طراحی صندلی‌های بلند و کشیده توسط فرانسوی‌ها، به مرور طراحانی در اقصی نقاط دنیا تغییر و تحولاتی در آن ایجاد نمودند. به طوریکه می‌توان نمونه‌های کاملاً متفاوتی را از این نوع صندلی در دنیای امروز مشاهده نمود. از رایج‌ترین نمونه‌های مبل شزلونگ می‌توان به موارد زیر اشاره نمود:

### مبل دوشس بریزه
دوشز بریسی Duchesse brisée به فرانسوی یعنی دوشس شکسته و دلیل استفاده از این نام برای مبل شزلونگ، چند تکه بودن صندلی می‌باشد. ساختار کلی این صندلی از سه بخش تشکیل شده‌است که شامل یک صندلی تک نفره با تکیه گاه، صندلی تک نفره بدون تکیه گاه که در بین این دو یک عدد چهارپایه قرار دارد.

### مبل رِکَمییه
ریکمییر Récamier به نوعی صندلی بلند گفته می‌شود که دارای انتها و ابتدا با لبه‌های برجسته گفته می‌شود که به بیرون دارای قوس هستند. این سبک مبلمان متناسب با نئوکلاسیک می‌باشد و یادآور امواج دریا هستند. از قدیمی‌ترین صندلی‌های ریکمییر می‌توان به تصویری اشاره نمود که در سال ۱۸۰۰ میلادی توسط ژاک لوئیس دیوید طراحی شده‌است.

### مبل مریدین
مبل مریدین Méridienne واژه ای فرانسوی به معنای ظهر می‌باشد که در آن تکیه گاه و دسته مبل در یک طرف قرار داشته و قسمت انتهایی مبل به پایین کمی قوس دارد. این نوع مبل در اوایل قرن ۱۹ در خانه‌ها و قصرهای بزرگ فرانسوی رواج زیادی داشت و برای استراحت در طول روز کاربرد داشت.

### شزلونگ مدرن
طراحی‌های به کار رفته برای مبل شزلونگ مدرن کاملاً بدون قاعده بوده و به همین خاطر است که تنوع بسیار بالایی در این نوع مبل نسبت به سایر انواع آن به چشم می‌خورد. تنوع در این مبل شزلونگ مدرن به اندازه ایست که می‌توان متناسب با سبک دکوراسیون داخلی منزل، اندازه فضا و سایر ویژگی‌های موجود در محیط گزینه‌های متعددی را انتخاب یا طراحی نمود. به‌طور کلی می‌توان گفت در طراحی مبل شزلونگ مدرن تنها چیزی که نسبت به سایر مدل‌ها حفظ شده‌است، صندلی بلند و تک نفره بودن آن است.

### شزلونگ کلاسیک
مبل شزلونگ کلاسیک که به شزلونگ سلطنتی نیز شناخته شده و معروف می‌باشد، دارای روکش مخمل یا چرم بسیار شیک و لوکس بوده و تاج و پایه‌های پر از منبت کاری و تزئین در آن به چشم می‌خورد. مبل شزلونگ کلاسیک یا سلطنتی گزینه ای مناسب برای خانه هاییست که دارای سبک دکوراسیون کلاسیک هستند و به اندازه کافی فضای خالی برای قرار دادن این مبل در کنار ست مبل استیل دارند. به نوع خاصی از شزلون‌گهای سلطنتی که دارای تزئینات زیادی در بخش‌های مختلف از قبیل تاج، پایه‌ها و دسته و روکش هستند، مبل شزلون ویکتوریا گفته می‌شود که تجملات و لوکس بودن را به معنای واقعی حفظ کرده‌است.

### شزلونگ ترکی
از دیگر انواع مبل شزلونگ می‌توان به نوع ترکی آن اشاره نمود که توسط هنرمندان کشور ترکیه در قرن نوزدهم طراحی شده‌است. از مهم‌ترین ویژگی‌های مبل شزلونگ ترکی می‌توان به روکش‌های مخملی و تعداد زیاد دکمه روی آن اشاره نمود که با پارچه‌های پرچین آویز که تا روی زمین ارتفاع دارند، به نوعی بیانگر فرهنگ این منطقه می‌باشند.